# I liga brazylijska w piłce nożnej (1984)
Brazylia 1984
Mistrzem Brazylii został klub Fluminense FC, natomiast wicemistrzem Brazylii - klub CR Vasco da Gama.
Do Copa Libertadores w roku 1985 zakwalifikowały się następujące kluby:
- Fluminense FC (mistrz Brazylii)
- CR Vasco da Gama (wicemistrz Brazylii)

W 1984 roku w rozgrywkach I ligi brazylijskiej wzięło udział 41 klubów. Nikt nie spadł do drugiej ligi, a w następnym sezonie I liga liczyła 44 kluby.

## Campeonato Brasileiro Série A 1984

### Uczestnicy
W mistrzostwach Brazylii w 1984 roku wzięło udział 41 klubów, w tym 2 najlepsze kluby według rankingu CBF: CR Vasco da Gama i Grêmio Porto Alegre, zwycięzca drugiej ligi brazylijskiej (Campeonato Brasileiro Série B) Uberlândia (dołączył w trzecim etapie mistrzostw), a ponadto udział wzięło 38 najlepszych klubów w mistrzostwach stanowych 1983 roku.
Stan São Paulo reprezentowało 6 klubów: Portuguesa São Paulo, Santo André, Santos FC, São Paulo, SE Palmeiras i Corinthians Paulista.
Stan Rio de Janeiro reprezentowało 5 klubów: America FC, Bangu AC, Botafogo FR, CR Flamengo i Fluminense FC.
Po 2 kluby reprezentowały następujące stany: stan Rio Grande do Sul – Brasil Pelotas i SC Internacional, stan Bahia – EC Bahia i Catuense Futebol, stan Ceará – Ferroviário AC i Fortlaeza, stan Goiás – AA Anapolina i Goiás EC, stan Minas Gerais – Atlético Mineiro i Cruzeiro EC, stan Parana – Athletico Paranaense i Coritiba FBC oraz stan Pernambuco – Náutico i Santa Cruz FC.
Następujące stany miały w mistrzostwach Brazylii tylko po 1 klubie: stan Alagoas – Clube de Regatas Brasil, stan Amazonas – Nacional FC, Dystrykt Federalny – Brasília EC, stan Espírito Santo – Rio Branco AC, stan Maranhão – Moto Club de São Luís, stan Mato Grosso – Operário Várzea Grande, stan Mato Grosso do Sul – Operário FC, stan Pará – Tuna Luso Brasileira, stan Paraíba – Treze FC, stan Piauí – Auto Esporte Teresina, stan Rio Grande do Norte – ABC FC, stan Santa Catarina – Joinville oraz stan Sergipe – CS Sergipe.

### Format rozgrywek
Mistrzostwa Brazylii podzielone zostały na trzy etapy, mające wyłonić najlepszą ósemkę, z której następnie systemem pucharowym wyłoniony miał być mistrz Brazylii. W pierwszym etapie 40 klubów podzielono na 8 grup - po 5 klubów w każdej grupie. Trzy najlepsze kluby w każdej grupie automatycznie awansowały do drugiego etapu. Kluby, które zajęły w swoich grupach 4. miejsce miały jeszcze szanse w barażach, gdzie do drugiego etapu awansowali zwycięzcy każdej z 4 par. Łącznie do drugiego etapu zakwalifikowało się 28 klubów.
W drugim etapie 28 klubów podzielono na 7 grup, po 4 kluby w każdej grupie. Do trzeciego etapu awansowały automatycznie te kluby, które w swoich grupach zajęły jedno z dwóch najlepszych miejsc. Ponadto do trzeciego etapu zakwalifikował się klub, który miał najlepszy dorobek punktowo-bramkowy spośród tych, co zajęły trzecie miejsce (Operário FC z grupy L). Do tak wyłonionej piętnastki dołączył zwycięzca drugiej ligi - klub Uberlândia EC.
W trzecim etapie 16 klubów podzielono na 4 grupy po 4 kluby w każdej. Do ćwierćfinału awansowały 2 najlepsze kluby z każdej grupy. Ćwierćfinały, półfinały oraz finał rozegrano systemem pucharowym mecz i rewanż.
W grupach o kolejności decydowała w pierwszym rzędzie liczba zdobytych punktów, następnie liczba zwycięstw, a na końcu bilans bramkowy.

### Pierwszy etap

#### Grupa A

##### Kolejka 1
| Data             | Mecz                                                                       |
| ---------------- | -------------------------------------------------------------------------- |
| 29 stycznia 1984 | CR Vasco da Gama – São Paulo 2:3 Roberto Dinamite (2) – Agnaldo (2), Oscar |
| 29 stycznia 1984 | Fortaleza – Tuna Luso Brasileira 0:0                                       |

##### Kolejka 2
| Data          | Mecz                                                          |
| ------------- | ------------------------------------------------------------- |
| 1 lutego 1984 | Nacional FC – Tuna Luso Brasileira 1:1 Fernandinho - Quaresma |
| 2 lutego 1984 | CR Vasco da Gama – Fortaleza 1:0 Marcelo                      |

##### Kolejka 3
| Data          | Mecz                                                                          |
| ------------- | ----------------------------------------------------------------------------- |
| 5 lutego 1984 | São Paulo – Fortaleza 5:0 Renato (2), Paulo Roberto Costa, Jaiminho, Pianelli |
| 5 lutego 1984 | Nacional FC – CR Vasco da Gama 0:3 Geovani, Cláudio José, Marcelo             |

##### Kolejka 4
| Data          | Mecz                                                                  |
| ------------- | --------------------------------------------------------------------- |
| 8 lutego 1984 | Nacional FC – São Paulo 1:1 Bendelak - Agnaldo                        |
| 8 lutego 1984 | Tuna Luso Brasileira – CR Vasco da Gama 1:1 Ondino - Roberto Dinamite |

##### Kolejka 5
| Data           | Mecz                                                                           |
| -------------- | ------------------------------------------------------------------------------ |
| 11 lutego 1984 | Fortaleza – Nacional FC 3:2 Tangerina, Luisinho, Vágner - Pedro Basílio s, Peu |
| 12 lutego 1984 | Tuna Luso Brasileira – São Paulo 0:0                                           |

##### Kolejka 6
| Data           | Mecz                                       |
| -------------- | ------------------------------------------ |
| 15 lutego 1984 | CR Vasco da Gama – Nacional FC 1:0 Geovani |
| 15 lutego 1984 | Fortaleza – São Paulo 1:0 Evilásio         |

##### Kolejka 7
| Data           | Mecz                                                                                      |
| -------------- | ----------------------------------------------------------------------------------------- |
| 18 lutego 1984 | São Paulo – Nacional FC 1:1 Marcăo - Almir                                                |
| 19 lutego 1984 | CR Vasco da Gama – Tuna Luso Brasileira 9:0 Arthurzinho (4), Marcelo (3), Geovani, Aírton |

##### Kolejka 8
| Data           | Mecz                                                                 |
| -------------- | -------------------------------------------------------------------- |
| 22 lutego 1984 | São Paulo – Tuna Luso Brasileira 3:1 Pianelli (2), Marcăo - Jorginho |
| 22 lutego 1984 | Nacional FC – Fortaleza 0:0                                          |

##### Kolejka 9
| Data           | Mecz                                                                                   |
| -------------- | -------------------------------------------------------------------------------------- |
| 25 lutego 1984 | São Paulo – CR Vasco da Gama 3:2 Marcăo, Márcio Araújo, Jaminho - Arthurzinho, Geovane |
| 26 lutego 1984 | Tuna Luso Brasileira – Fortaleza 2:1 Tiago, Mariolino - Luisinho                       |

##### Kolejka 10
| Data           | Mecz                                                                     |
| -------------- | ------------------------------------------------------------------------ |
| 29 lutego 1984 | Tuna Luso Brasileira – Nacional FC 1:0 Luís Carlos                       |
| 29 lutego 1984 | Fortaleza – CR Vasco da Gama 2:1 Tangerina, Luisinho - Marquinho Carioca |

##### Tabela grupy A
| Poz | Klub                 | Mecze | Zw | Rem | Por | Pkt | BrZd | BrStr |
| --- | -------------------- | ----- | -- | --- | --- | --- | ---- | ----- |
| 1   | São Paulo            | 8     | 4  | 3   | 1   | 11  | 16   | 8     |
| 2   | CR Vasco da Gama     | 8     | 4  | 1   | 3   | 9   | 20   | 9     |
| 3   | Fortaleza            | 8     | 3  | 2   | 3   | 8   | 7    | 11    |
| 4   | Tuna Luso Brasileira | 8     | 2  | 4   | 2   | 8   | 6    | 15    |
| 5   | Nacional FC          | 8     | 0  | 4   | 4   | 4   | 5    | 11    |

#### Grupa B

##### Kolejka 1
| Data             | Mecz                                        |
| ---------------- | ------------------------------------------- |
| 29 stycznia 1984 | EC Bahia – Atlético Mineiro 2:0 Beijoca (2) |
| 29 stycznia 1984 | Bangu AC – Treze FC 1:0 Luisinho            |

##### Kolejka 2
| Data          | Mecz                                         |
| ------------- | -------------------------------------------- |
| 1 lutego 1984 | Clube de Regatas Brasil – Bangu AC 0:0       |
| 2 lutego 1984 | Treze FC – EC Bahia 1:1 Levi - Toninho Taino |

##### Kolejka 3
| Data          | Mecz                                                                    |
| ------------- | ----------------------------------------------------------------------- |
| 5 lutego 1984 | Atlético Mineiro – Treze FC 4:1 Éverton (2), Reinaldo, Catatau - Volnei |
| 5 lutego 1984 | Clube de Regatas Brasil – EC Bahia 1:0 Paulo César s                    |

##### Kolejka 4
| Data          | Mecz                                                             |
| ------------- | ---------------------------------------------------------------- |
| 8 lutego 1984 | EC Bahia – Bangu AC 2:0 Toninho Taino, Osni                      |
| 9 lutego 1984 | Atlético Mineiro – Clube de Regatas Brasil 4:0 Éverton (3), Éder |

##### Kolejka 5
| Data           | Mecz                                                      |
| -------------- | --------------------------------------------------------- |
| 12 lutego 1984 | Bangu AC – Atlético Mineiro 0:1 Reinaldo                  |
| 12 lutego 1984 | Treze FC – Clube de Regatas Brasil 1:2 Volnei - Coca, Nau |

##### Kolejka 6
| Data           | Mecz                                                                              |
| -------------- | --------------------------------------------------------------------------------- |
| 15 lutego 1984 | Atlético Mineiro – EC Bahia 6:0 Éverton (2), Nelinho, Luizinho, Reinaldo, Catatau |
| 15 lutego 1984 | Bangu AC – Clube de Regatas Brasil 0:0                                            |

##### Kolejka 7
| Data           | Mecz                                                      |
| -------------- | --------------------------------------------------------- |
| 19 lutego 1984 | Atlético Mineiro – Bangu AC 1:1 Reinaldo - Fernando Macaé |
| 19 lutego 1984 | EC Bahia – Treze FC 2:1 Beijoca, Osni - Puma              |

##### Kolejka 8
| Data           | Mecz                                                                                  |
| -------------- | ------------------------------------------------------------------------------------- |
| 22 lutego 1984 | Clube de Regatas Brasil – Atlético Mineiro 1:2 Joãozinho Paulista - Éverton, Edivaldo |
| 22 lutego 1984 | Treze FC – Bangu AC 1:0 Ricardo                                                       |

##### Kolejka 9
| Data           | Mecz                                                                     |
| -------------- | ------------------------------------------------------------------------ |
| 26 lutego 1984 | Bangu AC – EC Bahia 2:2 Paulinho Criciúma, Marinho - Osni, Toninho Taino |
| 26 lutego 1984 | Clube de Regatas Brasil – Treze FC 1:2 Aluísio s - Edmar, Ricardo        |

##### Kolejka 10
| Data           | Mecz                                   |
| -------------- | -------------------------------------- |
| 29 lutego 1984 | EC Bahia – Clube de Regatas Brasil 0:0 |
| 29 lutego 1984 | Treze FC – Atlético Mineiro 0:0        |

##### Tabela grupy B
| Poz | Klub                    | Mecze | Zw | Rem | Por | Pkt | BrZd | BrStr |
| --- | ----------------------- | ----- | -- | --- | --- | --- | ---- | ----- |
| 1   | Atlético Mineiro        | 8     | 5  | 2   | 1   | 12  | 18   | 5     |
| 2   | EC Bahia                | 8     | 3  | 3   | 2   | 9   | 9    | 11    |
| 3   | Clube de Regatas Brasil | 8     | 2  | 3   | 3   | 7   | 5    | 9     |
| 4   | Treze FC                | 8     | 2  | 2   | 4   | 6   | 7    | 11    |
| 5   | Bangu AC                | 8     | 1  | 4   | 3   | 6   | 4    | 7     |

#### Grupa C

##### Kolejka 1
| Data             | Mecz                                                   |
| ---------------- | ------------------------------------------------------ |
| 29 stycznia 2004 | ABC FC – AD Confiança 3:1 Silva (2), Dedé - Albertinho |
| 29 stycznia 2004 | Santos FC – Fluminense FC 1:1 Serginho - Washington    |

##### Kolejka 2
| Data          | Mecz                                     |
| ------------- | ---------------------------------------- |
| 1 lutego 2004 | Ferroviário AC – Fluminense FC 0:0       |
| 2 lutego 2004 | AD Confiança – Santos FC 0:2 Ronaldo (2) |

##### Kolejka 3
| Data          | Mecz                                          |
| ------------- | --------------------------------------------- |
| 5 lutego 2004 | Ferroviário AC – AD Confiança 1:0 Jorge Veras |
| 5 lutego 2004 | ABC FC – Santos FC 0:2 Lino, Serginho         |

##### Kolejka 4
| Data          | Mecz                                         |
| ------------- | -------------------------------------------- |
| 8 lutego 2004 | Fluminense FC – ABC FC 1:0 Assis             |
| 9 lutego 2004 | Santos FC – Ferroviário AC 2:0 Pita, Ronaldo |

##### Kolejka 5
| Data           | Mecz                                               |
| -------------- | -------------------------------------------------- |
| 11 lutego 2004 | Fluminense FC – AD Confiança 1:0 Assis             |
| 12 lutego 2004 | Ferroviário AC – ABC FC 0:3 Marinho, Vassil, Silva |

##### Kolejka 6
| Data           | Mecz                                                                      |
| -------------- | ------------------------------------------------------------------------- |
| 15 lutego 2004 | Santos FC – ABC FC 4:1 Serginho (2), Ronaldo, Pita - Silva                |
| 15 lutego 2004 | AD Confiança – Ferroviário AC 4:1 Gílson Lopes (3), Luís Carlos - Betinho |

##### Kolejka 7
| Data           | Mecz                                               |
| -------------- | -------------------------------------------------- |
| 19 lutego 2004 | AD Confiança – Fluminense FC 0:2 Washington, Assis |
| 19 lutego 2004 | ABC FC – Ferroviário AC 0:0                        |

##### Kolejka 8
| Data           | Mecz                                                                     |
| -------------- | ------------------------------------------------------------------------ |
| 22 lutego 2004 | ABC FC – Fluminense FC 1:2 Marinho - Leomir, Washington                  |
| 23 lutego 2004 | Ferroviário AC – Santos FC 0:5 Ronaldo (2), Gérson (2), Serginho Dourado |

##### Kolejka 9
| Data           | Mecz                                   |
| -------------- | -------------------------------------- |
| 26 lutego 2004 | AD Confiança – ABC FC 0:1 Silva        |
| 26 lutego 2004 | Fluminense FC – Santos FC 0:1 Gersinho |

##### Kolejka 10
| Data           | Mecz                                                 |
| -------------- | ---------------------------------------------------- |
| 29 lutego 2004 | Santos FC – AD Confiança 3:0 Ronaldo, Lino, Gersinho |
| 29 lutego 2004 | Fluminense FC – Ferroviário AC 2:0 Wilsinho (2)      |

##### Tabela grupy C
| Poz | Klub           | Mecze | Zw | Rem | Por | Pkt | BrZd | BrStr |
| --- | -------------- | ----- | -- | --- | --- | --- | ---- | ----- |
| 1   | Santos FC      | 8     | 7  | 1   | 0   | 15  | 20   | 2     |
| 2   | Fluminense FC  | 8     | 5  | 2   | 1   | 12  | 9    | 3     |
| 3   | ABC FC         | 8     | 3  | 1   | 4   | 7   | 9    | 10    |
| 4   | Ferroviário AC | 8     | 1  | 2   | 5   | 4   | 2    | 16    |
| 5   | AD Confiança   | 8     | 1  | 0   | 7   | 2   | 5    | 14    |

#### Grupa D

##### Kolejka 1
| Data             | Mecz                                                     |
| ---------------- | -------------------------------------------------------- |
| 29 stycznia 2004 | Catuense Futebol – Santo André 0:1 Rota                  |
| 29 stycznia 2004 | Grêmio Porto Alegre – Náutico 2:0 Osvaldo, Renato Gaúcho |

##### Kolejka 2
| Data          | Mecz                                                                                  |
| ------------- | ------------------------------------------------------------------------------------- |
| 1 lutego 2004 | Santo André – Grêmio Porto Alegre 1:0 Élcio                                           |
| 1 lutego 2004 | Coritiba FBC – Catuense Futebol 4:1 Petróleo, Vavá, Lela, Carlinhos Maracană - Vavá s |

##### Kolejka 3
| Data          | Mecz                                                            |
| ------------- | --------------------------------------------------------------- |
| 5 lutego 2004 | Náutico – Coritiba FBC 3:2 Baiano (3) – Élvio, Douglas Onça     |
| 5 lutego 2004 | Grêmio Porto Alegre – Catuense Futebol 3:0 Osvaldo (2), Tarciso |

##### Kolejka 4
| Data          | Mecz                                             |
| ------------- | ------------------------------------------------ |
| 8 lutego 2004 | Santo André – Coritiba FBC 1:0 Rota              |
| 9 lutego 2004 | Catuense Futebol – Náutico 1:1 Zanata - Paulinho |

##### Kolejka 5
| Data           | Mecz                                                                                   |
| -------------- | -------------------------------------------------------------------------------------- |
| 12 lutego 2004 | Náutico – Santo André 2:1 Paulinho, Baiano - Jones                                     |
| 12 lutego 2004 | Coritiba FBC – Grêmio Porto Alegre 1:3 Pedrinho Gaúcho - Tarciso, Júlio César, Osvaldo |

##### Kolejka 6
| Data           | Mecz |
| -------------- | --- |
| 15 lutego 2004 | Náutico – Catuense Futebol 2:0 Baiano, Ademir Lobo                                                                  |
| 15 lutego 2004 | Grêmio Porto Alegre – Santo André 4:4 Tarciso (2), Renato Gaúcho, Neto s - Arnaldo, Marajó, Jaime Bôni, Esquerdinha |

##### Kolejka 7
| Data           | Mecz                                                         |
| -------------- | ------------------------------------------------------------ |
| 18 lutego 2004 | Coritiba FBC – Náutico 1:2 Élcio - Silmar, Ferreira          |
| 19 lutego 2004 | Santo André – Catuense Futebol 1:1 Gérson Lopes - Jorge Luís |

##### Kolejka 8
| Data           | Mecz                                                |
| -------------- | --------------------------------------------------- |
| 22 lutego 2004 | Catuense Futebol – Coritiba FBC 0:2 Petróleo, Élcio |
| 23 lutego 2004 | Náutico – Grêmio Porto Alegre 0:0                   |

##### Kolejka 9
| Data           | Mecz                                                                    |
| -------------- | ----------------------------------------------------------------------- |
| 26 lutego 2004 | Catuense Futebol – Grêmio Porto Alegre 1:2 Cássio - Guilherme, Bonamigo |
| 26 lutego 2004 | Coritiba FBC – Santo André 1:2 Édson - Jones (2)                        |

##### Kolejka 10
| Data           | Mecz                                                                                                |
| -------------- | --------------------------------------------------------------------------------------------------- |
| 29 lutego 2004 | Santo André – Náutico 1:0 Arnaldo                                                                   |
| 29 lutego 2004 | Grêmio Porto Alegre – Coritiba FBC 5:0 Paulo César, Tarciso, Jorge Leandro, Luís Eduardo, Guilherme |

##### Tabela grupy D
| Poz | Klub                | Mecze | Zw | Rem | Por | Pkt | BrZd | BrStr |
| --- | ------------------- | ----- | -- | --- | --- | --- | ---- | ----- |
| 1   | Santo André         | 8     | 5  | 2   | 1   | 12  | 12   | 8     |
| 2   | Grêmio Porto Alegre | 8     | 5  | 2   | 1   | 12  | 19   | 7     |
| 3   | Náutico             | 8     | 4  | 2   | 2   | 10  | 10   | 8     |
| 4   | Coritiba FBC        | 8     | 2  | 0   | 6   | 4   | 11   | 17    |
| 5   | Catuense Futebol    | 8     | 0  | 2   | 6   | 2   | 4    | 16    |

#### Grupa E

##### Kolejka 1
| Data             | Mecz                                    |
| ---------------- | --------------------------------------- |
| 28 stycznia 1984 | CR Flamengo – SE Palmeiras 1:0 Tita     |
| 29 stycznia 1984 | Brasília – Operário FC 0:2 Lima, Cardim |

##### Kolejka 2
| Data             | Mecz                                                                                 |
| ---------------- | ------------------------------------------------------------------------------------ |
| 31 stycznia 1984 | SE Palmeiras – Goiás EC 3:1 Luís Pereira, Reinaldo Xavier, Jorginho - Carlos Alberto |
| 2 lutego 1984    | Brasília – CR Flamengo 0:2 Nunes, Adílio                                             |

##### Kolejka 3
| Data          | Mecz                                               |
| ------------- | -------------------------------------------------- |
| 5 lutego 1984 | Goiás EC – CR Flamengo 0:0                         |
| 5 lutego 1984 | Operário FC – SE Palmeiras 1:1 Lima - Luís Pereira |

##### Kolejka 4
| Data          | Mecz                                                              |
| ------------- | ----------------------------------------------------------------- |
| 8 lutego 1984 | CR Flamengo – Operário FC 3:2 Tita, Mozer, Nunes - Lima, Marcinho |
| 8 lutego 1984 | Goiás EC – Brasília 4:1 Nei (2), Cacau, Sávio - Cássio            |

##### Kolejka 5
| Data           | Mecz                                                              |
| -------------- | ----------------------------------------------------------------- |
| 12 lutego 1984 | SE Palmeiras – Brasília 4:0 Jorginho (2), Reinaldo Xavier, Vágner |
| 12 lutego 1984 | Operário FC – Goiás EC 2:0 Nenę, Lima                             |

##### Kolejka 6
| Data           | Mecz                                              |
| -------------- | ------------------------------------------------- |
| 15 lutego 1984 | Brasília – Goiás EC 0:2 Sávio, Hílton             |
| 16 lutego 1984 | Operário FC – CR Flamengo 1:1 Edinho - Joăo Paulo |

##### Kolejka 7
| Data           | Mecz                                                                 |
| -------------- | -------------------------------------------------------------------- |
| 19 lutego 1984 | SE Palmeiras – CR Flamengo 1:1 Cléo - Tita                           |
| 19 lutego 1984 | Operário FC – Brasília 4:2 Lima (2), Nenę, Dionísio - Júnior, Brecha |

##### Kolejka 8
| Data           | Mecz                                                              |
| -------------- | ----------------------------------------------------------------- |
| 22 lutego 1984 | Brasília – SE Palmeiras 1:3 Santos - Denys, Reinaldo Xavier, Cléo |
| 22 lutego 1984 | Goiás EC – Operário FC 2:1 Gílson Jáder, Hílton - Adílson         |

##### Kolejka 9
| Data           | Mecz                                         |
| -------------- | -------------------------------------------- |
| 25 lutego 1984 | CR Flamengo – Brasília 3:0 Nunes (2), Adílio |
| 26 lutego 1984 | Goiás EC – SE Palmeiras 0:1 Robertinho       |

##### Kolejka 10
| Data           | Mecz                                                                 |
| -------------- | -------------------------------------------------------------------- |
| 29 lutego 1984 | SE Palmeiras – Operário FC 2:2 Cléo, Reinaldo Xavier - Nenę, Adílson |
| 29 lutego 1984 | CR Flamengo – Goiás EC 2:2 Adílio, Andrade - Cacau (2)               |

##### Tabela grupy E
| Poz | Klub         | Mecze | Zw | Rem | Por | Pkt | BrZd | BrStr |
| --- | ------------ | ----- | -- | --- | --- | --- | ---- | ----- |
| 1   | CR Flamengo  | 8     | 4  | 4   | 0   | 12  | 13   | 6     |
| 2   | SE Palmeiras | 8     | 4  | 3   | 1   | 11  | 15   | 7     |
| 3   | Operário FC  | 8     | 3  | 3   | 2   | 9   | 15   | 11    |
| 4   | Goiás EC     | 8     | 3  | 2   | 3   | 8   | 11   | 10    |
| 5   | Brasília     | 8     | 0  | 0   | 8   | 0   | 4    | 24    |

#### Grupa F

##### Kolejka 1
| Data             | Mecz                                               |
| ---------------- | -------------------------------------------------- |
| 29 stycznia 1984 | Cruzeiro EC – America FC 1:2 Ademar - Luisinho (2) |
| 29 stycznia 1984 | Athletico Paranaense – Rio Branco AC 1:0 Augusto   |

##### Kolejka 2
| Data          | Mecz                                           |
| ------------- | ---------------------------------------------- |
| 1 lutego 1984 | Brasil Pelotas – Cruzeiro EC 1:0 Bira          |
| 1 lutego 1984 | America FC – Athletico Paranaense 1:0 Luisinho |

##### Kolejka 3
| Data          | Mecz                                                    |
| ------------- | ------------------------------------------------------- |
| 4 lutego 1984 | Cruzeiro EC – Rio Branco AC 1:3 Ademar - Dé (2), Arildo |
| 5 lutego 1984 | America FC – Brasil Pelotas 1:1 Luisinho - Zezinho      |

##### Kolejka 4
| Data          | Mecz                                                                                                |
| ------------- | --------------------------------------------------------------------------------------------------- |
| 8 lutego 1984 | Rio Branco AC – Brasil Pelotas 1:0 Arildo                                                           |
| 8 lutego 1984 | Athletico Paranaense – Cruzeiro EC 3:2 Paulo Marcos (2), Nivaldo - Carlos Alberto Seixas, Joãozinho |

##### Kolejka 5
| Data           | Mecz                                                    |
| -------------- | ------------------------------------------------------- |
| 12 lutego 1984 | Rio Branco AC – America FC 2:1 Arildo (2) – Gílson      |
| 12 lutego 1984 | Brasil Pelotas – Athletico Paranaense 1:1 Amauri - Joel |

##### Kolejka 6
| Data           | Mecz                                                              |
| -------------- | ----------------------------------------------------------------- |
| 15 lutego 1984 | Brasil Pelotas – Rio Branco AC 3:1 Valdoir, Amauri, André - Vítor |
| 16 lutego 1984 | America FC – Cruzeiro EC 1:1 Douglas s - Douglas                  |

##### Kolejka 7
| Data           | Mecz                                                                                   |
| -------------- | -------------------------------------------------------------------------------------- |
| 19 lutego 1984 | Rio Branco AC – Cruzeiro EC 1:5 Arildo - Carlos Alberto Seixas (2), Gílson (2), Tostăo |
| 19 lutego 1984 | Athletico Paranaense – America FC 0:1 Gílson                                           |

##### Kolejka 8
| Data           | Mecz                                                                     |
| -------------- | ------------------------------------------------------------------------ |
| 22 lutego 1984 | Cruzeiro EC – Brasil Pelotas 4:0 Tostăo (2), Aílton, Eduardo             |
| 22 lutego 1984 | Rio Branco AC – Athletico Paranaense 1:3 Arildo - Mossoró, Binga, Vânder |

##### Kolejka 9
| Data           | Mecz                                                                      |
| -------------- | ------------------------------------------------------------------------- |
| 26 lutego 1984 | Brasil Pelotas – America FC 1:1 Ivanir - Gílson                           |
| 26 lutego 1984 | Cruzeiro EC – Athletico Paranaense 2:2 Eduardo, Ademar - Binga, Renato Sá |

##### Kolejka 10
| Data           | Mecz                                                                     |
| -------------- | ------------------------------------------------------------------------ |
| 29 lutego 1984 | America FC – Rio Branco AC 3:1 Gilcimar, Luisinho, Rick Richard - Arildo |
| 29 lutego 1984 | Athletico Paranaense – Brasil Pelotas 0:0                                |

##### Tabela grupy F
| Poz | Klub                 | Mecze | Zw | Rem | Por | Pkt | BrZd | BrStr |
| --- | -------------------- | ----- | -- | --- | --- | --- | ---- | ----- |
| 1   | America FC           | 8     | 4  | 3   | 1   | 11  | 11   | 7     |
| 2   | Athletico Paranaense | 8     | 3  | 3   | 2   | 9   | 10   | 8     |
| 3   | Brasil Pelotas       | 8     | 2  | 4   | 2   | 8   | 7    | 9     |
| 4   | Rio Branco AC        | 8     | 3  | 0   | 5   | 6   | 10   | 17    |
| 5   | Cruzeiro EC          | 8     | 2  | 2   | 4   | 6   | 16   | 13    |

#### Grupa G

##### Kolejka 1
| Data             | Mecz                                      |
| ---------------- | ----------------------------------------- |
| 29 stycznia 1984 | AA Anapolina – Operário Várzea Grande 0:0 |
| 29 stycznia 1984 | Joinville – SC Internacional 0:0          |

##### Kolejka 2
| Data          | Mecz                                                                            |
| ------------- | ------------------------------------------------------------------------------- |
| 1 lutego 1984 | SC Internacional – AA Anapolina 5:0 André Luís (2), Kita, Silvinho, Mílton Cruz |
| 3 lutego 1984 | Corinthians Paulista – Operário Várzea Grande 0:0                               |

##### Kolejka 3
| Data          | Mecz                                             |
| ------------- | ------------------------------------------------ |
| 5 lutego 1984 | Corinthians Paulista – AA Anapolina 1:0 Paulinho |
| 5 lutego 1984 | Operário Várzea Grande – Joinville 1:0 Mosca     |

##### Kolejka 4
| Data          | Mecz                                                                     |
| ------------- | ------------------------------------------------------------------------ |
| 8 lutego 1984 | Operário Várzea Grande – SC Internacional 2:2 Zé Dias, Valdir - Kita (2) |
| 9 lutego 1984 | Joinville – Corinthians Paulista 2:1 Nardela, Cadala - Zenon             |

##### Kolejka 5
| Data           | Mecz                                                            |
| -------------- | --------------------------------------------------------------- |
| 12 lutego 1984 | AA Anapolina – Joinville 1:0 Mateus                             |
| 12 lutego 1984 | SC Internacional – Corinthians Paulista 1:1 Juninho s - Ataliba |

##### Kolejka 6
| Data           | Mecz                                                                  |
| -------------- | --------------------------------------------------------------------- |
| 15 lutego 1984 | Joinville – Operário Várzea Grande 2:1 Ricardo s, Nardela - Adalberto |
| 15 lutego 1984 | AA Anapolina – SC Internacional 1:1 Fernando - Silvinho               |

##### Kolejka 7
| Data           | Mecz                                                                  |
| -------------- | --------------------------------------------------------------------- |
| 19 lutego 1984 | Corinthians Paulista – Joinville 2:1 Sócrates, Casagrande - Vanderlei |
| 19 lutego 1984 | SC Internacional – Operário Várzea Grande 2:0 Geraldăo, André Luís    |

##### Kolejka 8
| Data           | Mecz                                                                                   |
| -------------- | -------------------------------------------------------------------------------------- |
| 22 lutego 1984 | Operário Várzea Grande – Corinthians Paulista 0:4 Eduardo, Casagrande, Zenon, Sócrates |
| 23 lutego 1984 | Joinville – AA Anapolina 0:0                                                           |

##### Kolejka 9
| Data           | Mecz                                                                        |
| -------------- | --------------------------------------------------------------------------- |
| 26 lutego 1984 | Corinthians Paulista – SC Internacional 0:0                                 |
| 26 lutego 1984 | Operário Várzea Grande – AA Anapolina 6:1 Mosca (4), Zé Dias, Bife - Mateus |

##### Kolejka 10
| Data           | Mecz                                                   |
| -------------- | ------------------------------------------------------ |
| 29 lutego 1984 | SC Internacional – Joinville 1:1 Geraldăo - Jorge Luís |
| 29 lutego 1984 | AA Anapolina – Corinthians Paulista 0:0                |

##### Tabela grupy G
| Poz | Klub                   | Mecze | Zw | Rem | Por | Pkt | BrZd | BrStr |
| --- | ---------------------- | ----- | -- | --- | --- | --- | ---- | ----- |
| 1   | Corinthians Paulista   | 8     | 3  | 4   | 1   | 10  | 9    | 4     |
| 2   | SC Internacional       | 8     | 2  | 6   | 0   | 10  | 12   | 5     |
| 3   | Operário Várzea Grande | 8     | 2  | 3   | 3   | 7   | 10   | 11    |
| 4   | Joinville              | 8     | 2  | 3   | 3   | 7   | 6    | 7     |
| 5   | AA Anapolina           | 8     | 1  | 4   | 3   | 6   | 3    | 13    |

#### Grupa H

##### Kolejka 1
| Data             | Mecz                                                                                              |
| ---------------- | ------------------------------------------------------------------------------------------------- |
| 29 stycznia 2004 | Santa Cruz FC – Portuguesa São Paulo 0:0                                                          |
| 29 stycznia 2004 | Auto Esporte Teresina – Moto Club de São Luís 4:2 Sima (2), Paulo César, Israel - Raimundinho (2) |

##### Kolejka 2
| Data          | Mecz                                              |
| ------------- | ------------------------------------------------- |
| 1 lutego 2004 | Portuguesa São Paulo – Botafogo FR 0:0            |
| 1 lutego 2004 | Auto Esporte Teresina – Santa Cruz FC 0:1 Henágio |

##### Kolejka 3
| Data          | Mecz                                                      |
| ------------- | --------------------------------------------------------- |
| 5 lutego 2004 | Moto Club de São Luís – Portuguesa São Paulo 0:1 Mendonça |
| 5 lutego 2004 | Botafogo FR – Santa Cruz FC 0:1 Valença                   |

##### Kolejka 4
| Data          | Mecz                                                                                  |
| ------------- | ------------------------------------------------------------------------------------- |
| 8 lutego 2004 | Santa Cruz FC – Moto Club de São Luís 3:1 Eraldo, Celso, Carlinhos Sousa - Zé Roberto |
| 9 lutego 2004 | Botafogo FR – Auto Esporte Teresina 2:0 Té, Alemăo                                    |

##### Kolejka 5
| Data           | Mecz                                                                                         |
| -------------- | -------------------------------------------------------------------------------------------- |
| 12 lutego 2004 | Moto Club de São Luís – Botafogo FR 1:1 Zé Roberto - Alemăo                                  |
| 12 lutego 2004 | Portuguesa São Paulo – Auto Esporte Teresina 5:0 Tite (2), Heriberto, Mendonça, Joăo Batista |

##### Kolejka 6
| Data           | Mecz                                                                           |
| -------------- | ------------------------------------------------------------------------------ |
| 15 lutego 2004 | Auto Esporte Teresina – Botafogo FR 1:2 Josimar s - Helinho, Otávio            |
| 15 lutego 2004 | Moto Club de São Luís – Santa Cruz FC 2:2 Dias Pereira, Tiăo - Henágio, Jarbas |

##### Kolejka 7
| Data           | Mecz                                                          |
| -------------- | ------------------------------------------------------------- |
| 18 lutego 2004 | Portuguesa São Paulo – Santa Cruz FC 0:0                      |
| 19 lutego 2004 | Moto Club de São Luís – Auto Esporte Teresina 0:1 Paulo César |

##### Kolejka 8
| Data           | Mecz                                                                               |
| -------------- | ---------------------------------------------------------------------------------- |
| 22 lutego 2004 | Botafogo FR – Moto Club de São Luís 0:1 Cândido                                    |
| 22 lutego 2004 | Auto Esporte Teresina – Portuguesa São Paulo 3:2 Sima (2), Bega - Tite, Marinho Ră |

##### Kolejka 9
| Data           | Mecz                                                                   |
| -------------- | ---------------------------------------------------------------------- |
| 25 lutego 2004 | Botafogo FR – Portuguesa São Paulo 0:0                                 |
| 26 lutego 2004 | Santa Cruz FC – Auto Esporte Teresina 3:1 Henágio, Iva, Gabriel - Sima |

##### Kolejka 10
| Data           | Mecz                                                                |
| -------------- | ------------------------------------------------------------------- |
| 29 lutego 2004 | Portuguesa São Paulo – Moto Club de São Luís 2:0 Mendonça, Jorginho |
| 29 lutego 2004 | Santa Cruz FC – Botafogo FR 1:2 Iva - Juliăo s, Berg                |

##### Tabela grupy H
| Poz | Klub                  | Mecze | Zw | Rem | Por | Pkt | BrZd | BrStr |
| --- | --------------------- | ----- | -- | --- | --- | --- | ---- | ----- |
| 1   | Santa Cruz FC         | 8     | 4  | 3   | 1   | 11  | 11   | 6     |
| 2   | Portuguesa São Paulo  | 8     | 3  | 4   | 1   | 10  | 10   | 3     |
| 3   | Botafogo FR           | 8     | 3  | 3   | 2   | 9   | 7    | 5     |
| 4   | Auto Esporte Teresina | 8     | 3  | 0   | 5   | 6   | 10   | 17    |
| 5   | Moto Club de São Luís | 8     | 1  | 2   | 5   | 4   | 7    | 14    |

#### Baraże
| 02.03 1984 Tuna Luso Brasileira – Treze FC 0:1 - Volnei                         |
| 02.03 1984 Coritiba FBC – Ferroviário AC 3:1 - Carlinhos Maracană (3) – Betinho |
| 02.03 1984 Goiás EC – Rio Branco AC 2:1 - Cacau, Zé Ronaldo - Carlos Rubens     |
| 02.03 1984 Joinville – Auto Esporte Teresina 2:0 - Ademir, Zé Augusto           |

### Drugi etap

#### Grupa I

##### Kolejka 1
| Data          | Mecz                                                             |
| ------------- | ---------------------------------------------------------------- |
| 11 marca 1984 | Goiás EC – São Paulo 2:2 Washington, Zé Ronaldo - Renato, Marcăo |
| 11 marca 1984 | EC Bahia – Fluminense FC 1:1 Osni - Wilsinho                     |

##### Kolejka 2
| Data          | Mecz                                                   |
| ------------- | ------------------------------------------------------ |
| 14 marca 1984 | EC Bahia – São Paulo 0:0                               |
| 14 marca 1984 | Fluminense FC – Goiás EC 3:0 Assis, Leomir, Washington |

##### Kolejka 3
| Data          | Mecz                                              |
| ------------- | ------------------------------------------------- |
| 18 marca 1984 | São Paulo – Fluminense FC 0:2 Washington, Rogério |
| 18 marca 1984 | Goiás EC – EC Bahia 2:0 Timoura, Washington       |

##### Kolejka 4
| Data          | Mecz                                                          |
| ------------- | ------------------------------------------------------------- |
| 21 marca 1984 | Fluminense FC – EC Bahia 3:1 Leomir, Washington, Assis - Osni |
| 22 marca 1984 | São Paulo – Goiás EC 3:2 Sídnei (2), Pianelli - Cacau, Nei    |

##### Kolejka 5
| Data          | Mecz                                      |
| ------------- | ----------------------------------------- |
| 25 marca 1984 | EC Bahia – Goiás EC 1:2 Osni - Nei, Sávio |
| 25 marca 1984 | Fluminense FC – São Paulo 0:0             |

##### Kolejka 6
| Data            | Mecz                                                   |
| --------------- | ------------------------------------------------------ |
| 1 kwietnia 1984 | São Paulo – EC Bahia 2:0 Jaiminho, Oscar               |
| 1 kwietnia 1984 | Goiás EC – Fluminense FC 3:0 Hílton, Sávio, Washington |

##### Tabela grupy I
| Poz | Klub          | Mecze | Zw | Rem | Por | Pkt | BrZd | BrStr |
| --- | ------------- | ----- | -- | --- | --- | --- | ---- | ----- |
| 1   | Fluminense FC | 6     | 3  | 2   | 1   | 8   | 9    | 5     |
| 2   | Goiás EC      | 6     | 3  | 1   | 2   | 7   | 11   | 9     |
| 3   | São Paulo     | 6     | 2  | 3   | 1   | 7   | 7    | 6     |
| 4   | EC Bahia      | 6     | 0  | 2   | 4   | 2   | 3    | 10    |

#### Grupa J

##### Kolejka 1
| Data          | Mecz                                                                            |
| ------------- | ------------------------------------------------------------------------------- |
| 11 marca 1984 | CR Vasco da Gama – Atlético Mineiro 3:1 Marquinho Carioca (2), Mário - Reinaldo |
| 11 marca 1984 | Grêmio Porto Alegre – Joinville 1:0 Luís Eduardo                                |

##### Kolejka 2
| Data          | Mecz                                              |
| ------------- | ------------------------------------------------- |
| 14 marca 1984 | Grêmio Porto Alegre – CR Vasco da Gama 0:0        |
| 14 marca 1984 | Joinville – Atlético Mineiro 1:1 Albeneir - Léo s |

##### Kolejka 3
| Data          | Mecz                                               |
| ------------- | -------------------------------------------------- |
| 18 marca 1984 | Joinville – CR Vasco da Gama 1:0 Léo               |
| 18 marca 1984 | Atlético Mineiro – Grêmio Porto Alegre 0:1 Osvaldo |

##### Kolejka 4
| Data          | Mecz                                                                  |
| ------------- | --------------------------------------------------------------------- |
| 21 marca 1984 | Atlético Mineiro – Joinville 3:1 Oliveira, Léo s, Reinaldo - Albeneir |
| 22 marca 1984 | CR Vasco da Gama – Grêmio Porto Alegre 1:0 Roberto Dinamite           |

##### Kolejka 5
| Data          | Mecz                                                                                            |
| ------------- | ----------------------------------------------------------------------------------------------- |
| 25 marca 1984 | Grêmio Porto Alegre – Atlético Mineiro 1:0 Caio                                                 |
| 25 marca 1984 | CR Vasco da Gama – Joinville 6:0 Arthurzinho (2), Mário, Roberto Dinamite, Mauricinho, Edevaldo |

##### Kolejka 6
| Data            | Mecz                                                    |
| --------------- | ------------------------------------------------------- |
| 1 kwietnia 1984 | Atlético Mineiro – CR Vasco da Gama 1:0 Marcus Vinícius |
| 1 kwietnia 1984 | Joinville – Grêmio Porto Alegre 1:0 Carlos Silva        |

##### Tabela grupy J
W przypadku równej liczby punktów o kolejności decydowały w pierwszej kolejności bilans bezpośrednich pojedynków, a dopiero potem bilans bramkowy.
| Poz | Klub                | Mecze | Zw | Rem | Por | Pkt | BrZd | BrStr |
| --- | ------------------- | ----- | -- | --- | --- | --- | ---- | ----- |
| 1   | CR Vasco da Gama    | 6     | 3  | 1   | 2   | 7   | 10   | 3     |
| 2   | Grêmio Porto Alegre | 6     | 3  | 1   | 2   | 7   | 3    | 2     |
| 3   | Atlético Mineiro    | 6     | 2  | 1   | 3   | 5   | 6    | 7     |
| 4   | Joinville           | 6     | 2  | 1   | 3   | 5   | 4    | 11    |

#### Grupa K

##### Kolejka 1
| Data          | Mecz                                                          |
| ------------- | ------------------------------------------------------------- |
| 11 marca 1984 | Santos FC – Fortaleza 1:1 Lino - Vágner                       |
| 11 marca 1984 | Clube de Regatas Brasil – SE Palmeiras 1:0 Joãozinho Paulista |

##### Kolejka 2
| Data          | Mecz                                    |
| ------------- | --------------------------------------- |
| 14 marca 1984 | Clube de Regatas Brasil – Santos FC 0:0 |
| 14 marca 1984 | SE Palmeiras – Fortaleza 0:1 Vágner     |

##### Kolejka 3
| Data          | Mecz                                                                  |
| ------------- | --------------------------------------------------------------------- |
| 17 marca 1984 | SE Palmeiras – Santos FC 2:2 Robertinho, Baltazar - Serginho, Camargo |
| 18 marca 1984 | Fortaleza – Clube de Regatas Brasil 1:0 Luisinho                      |

##### Kolejka 4
| Data          | Mecz                                                                                          |
| ------------- | --------------------------------------------------------------------------------------------- |
| 21 marca 1984 | Santos FC – Clube de Regatas Brasil 2:0 Lino, Serginho                                        |
| 21 marca 1984 | Fortaleza – SE Palmeiras 3:3 Tangerina, Betinho, Evilásio - Reinaldo Xavier, Márcio, Baltazar |

##### Kolejka 5
| Data          | Mecz                                                                              |
| ------------- | --------------------------------------------------------------------------------- |
| 25 marca 1984 | Santos FC – SE Palmeiras 2:3 Serginho (2) – Reinaldo Xavier (2), Toninho Carlos s |
| 25 marca 1984 | Clube de Regatas Brasil – Fortaleza 0:0                                           |

##### Kolejka 6
| Data          | Mecz                                                                                         |
| ------------- | -------------------------------------------------------------------------------------------- |
| 30 marca 1984 | Fortaleza – Santos FC 1:4 Evilásio - Serginho (2), Ronaldo, Pita                             |
| 30 marca 1984 | SE Palmeiras – Clube de Regatas Brasil 7:0 Jorginho (3), Reinaldo Xavier (2), Vágner, Márcio |

##### Tabela grupy K
| Poz | Klub                    | Mecze | Zw | Rem | Por | Pkt | BrZd | BrStr |
| --- | ----------------------- | ----- | -- | --- | --- | --- | ---- | ----- |
| 1   | Santos FC               | 6     | 2  | 3   | 1   | 7   | 11   | 7     |
| 2   | Fortaleza               | 6     | 2  | 3   | 1   | 7   | 7    | 8     |
| 3   | SE Palmeiras            | 6     | 2  | 2   | 2   | 6   | 15   | 9     |
| 4   | Clube de Regatas Brasil | 6     | 1  | 2   | 3   | 4   | 1    | 10    |

#### Grupa L

##### Kolejka 1
| Data          | Mecz                                                                               |
| ------------- | ---------------------------------------------------------------------------------- |
| 11 marca 1984 | Athletico Paranaense – ABC FC 5:0 Renato Sá, Nivaldo, Paulo Marcos, Sóter, Capităo |
| 11 marca 1984 | Santo André – Operário FC 0:1 Nenę                                                 |

##### Kolejka 2
| Data          | Mecz                                                                       |
| ------------- | -------------------------------------------------------------------------- |
| 14 marca 1984 | Athletico Paranaense – Santo André 3:2 Binga, Capităo, Nivaldo - Jones (2) |
| 14 marca 1984 | ABC FC – Operário FC 2:2 Silva, Marinho - Lima (2)                         |

##### Kolejka 3
| Data          | Mecz                                                                     |
| ------------- | ------------------------------------------------------------------------ |
| 18 marca 1984 | Operário FC – Athletico Paranaense 1:0 Nenę                              |
| 18 marca 1984 | ABC FC – Santo André 2:4 Silva, Marinho - Esquerdinha, Sôni, Rota, Jones |

##### Kolejka 4
| Data          | Mecz                                   |
| ------------- | -------------------------------------- |
| 21 marca 1984 | Santo André – Athletico Paranaense 0:0 |
| 21 marca 1984 | Operário FC – ABC FC 1:0 Lima          |

##### Kolejka 5
| Data          | Mecz                                         |
| ------------- | -------------------------------------------- |
| 25 marca 1984 | Santo André – ABC FC 2:0 Barbosa (2)         |
| 25 marca 1984 | Athletico Paranaense – Operário FC 1:0 Binga |

##### Kolejka 6
| Data            | Mecz                                                |
| --------------- | --------------------------------------------------- |
| 1 kwietnia 1984 | ABC FC – Athletico Paranaense 1:0 Neinha            |
| 1 kwietnia 1984 | Operário FC – Santo André 0:2 Gérson Lopes, Barbosa |

##### Tabela grupy L
Operário FC awansował do dalszych gier jako klub, który miał najlepszy dorobek spośród tych, co zajęli trzecie miejsce w swojej grupie w drugim etapie.
| Poz | Klub                 | Mecze | Zw | Rem | Por | Pkt | BrZd | BrStr |
| --- | -------------------- | ----- | -- | --- | --- | --- | ---- | ----- |
| 1   | Athletico Paranaense | 6     | 3  | 1   | 2   | 7   | 9    | 4     |
| 2   | Santo André          | 6     | 3  | 1   | 2   | 7   | 10   | 6     |
| 3   | Operário FC          | 6     | 3  | 1   | 2   | 7   | 5    | 5     |
| 4   | ABC FC               | 6     | 1  | 1   | 4   | 3   | 5    | 14    |

#### Grupa M

##### Kolejka 1
| Data          | Mecz                                                        |
| ------------- | ----------------------------------------------------------- |
| 10 marca 1984 | CR Flamengo – Brasil Pelotas 3:0 Adalberto, Andrade, Bebeto |
| 11 marca 1984 | Portuguesa São Paulo – SC Internacional 0:0                 |

##### Kolejka 2
| Data          | Mecz                                              |
| ------------- | ------------------------------------------------- |
| 14 marca 1984 | Brasil Pelotas – SC Internacional 1:0 Chico Fraga |
| 15 marca 1984 | Portuguesa São Paulo – CR Flamengo 0:1 Odirlei s  |

##### Kolejka 3
| Data          | Mecz                                                                    |
| ------------- | ----------------------------------------------------------------------- |
| 18 marca 1984 | SC Internacional – CR Flamengo 4:0 Silvinho (2), Mílton Cruz, Rubén Paz |
| 18 marca 1984 | Brasil Pelotas – Portuguesa São Paulo 0:1 Marinho Ră                    |

##### Kolejka 4
| Data          | Mecz                                             |
| ------------- | ------------------------------------------------ |
| 21 marca 1984 | Brasil Pelotas – CR Flamengo 1:0 Chico Fraga     |
| 21 marca 1984 | Portuguesa São Paulo – SC Internacional 1:0 Tite |

##### Kolejka 5
| Data          | Mecz                                                    |
| ------------- | ------------------------------------------------------- |
| 24 marca 1984 | SC Internacional – Brasil Pelotas 1:1 Kita - André      |
| 24 marca 1984 | CR Flamengo – Portuguesa São Paulo 1:1 Nunes - Mendonça |

##### Kolejka 6
| Data            | Mecz                                                                                   |
| --------------- | -------------------------------------------------------------------------------------- |
| 1 kwietnia 1984 | CR Flamengo – SC Internacional 2:0 Mozer, Dunga s                                      |
| 1 kwietnia 1984 | Portuguesa São Paulo – Brasil Pelotas 4:1 Tite, Marinho Ră, Gérson Sodré, Leiz - Hélio |

##### Tabela grupy M
| Poz | Klub                 | Mecze | Zw | Rem | Por | Pkt | BrZd | BrStr |
| --- | -------------------- | ----- | -- | --- | --- | --- | ---- | ----- |
| 1   | Portuguesa São Paulo | 6     | 3  | 2   | 1   | 8   | 7    | 3     |
| 2   | CR Flamengo          | 6     | 3  | 1   | 2   | 7   | 7    | 6     |
| 3   | Brasil Pelotas       | 6     | 2  | 1   | 3   | 5   | 4    | 9     |
| 4   | SC Internacional     | 6     | 1  | 2   | 3   | 4   | 5    | 5     |

#### Grupa N

##### Kolejka 1
| Data          | Mecz                                                      |
| ------------- | --------------------------------------------------------- |
| 11 marca 1984 | Operário Várzea Grande – Botafogo FR 1:1 Mosca - Amarildo |
| 11 marca 1984 | America FC – Coritiba FBC 0:1 Carlinhos Maracană          |

##### Kolejka 2
| Data          | Mecz                                                                |
| ------------- | ------------------------------------------------------------------- |
| 14 marca 1984 | America FC – Operário Várzea Grande 3:1 Luisinho (2), Gílson - Bife |
| 15 marca 1984 | Botafogo FR – Coritiba FBC 3:1 Cláudio Adăo, Berg, Helinho - Lela   |

##### Kolejka 3
| Data          | Mecz                                               |
| ------------- | -------------------------------------------------- |
| 18 marca 1984 | Botafogo FR – America FC 0:0                       |
| 18 marca 1984 | Coritiba FBC – Operário Várzea Grande 2:0 Lela (2) |

##### Kolejka 4
| Data          | Mecz                                                                                       |
| ------------- | ------------------------------------------------------------------------------------------ |
| 21 marca 1984 | Operário Várzea Grande – America FC 1:4 Mosca - Luisinho (2), Gilcimar, Laércio (own goal) |
| 21 marca 1984 | Coritiba FBC – Botafogo FR 1:1 Vavá - Abel                                                 |

##### Kolejka 5
| Data          | Mecz                                                       |
| ------------- | ---------------------------------------------------------- |
| 24 marca 1984 | America FC – Botafogo FR 2:1 Gílson, Moreno - Cláudio Adăo |
| 25 marca 1984 | Operário Várzea Grande – Coritiba FBC 2:0 Luisăo, Dito     |

##### Kolejka 6
| Data            | Mecz                                                                          |
| --------------- | ----------------------------------------------------------------------------- |
| 1 kwietnia 1984 | Botafogo FR – Operário Várzea Grande 0:1 Mosca                                |
| 1 kwietnia 1984 | Coritiba FBC – America FC 3:2 Lela (2), Carlinhos Maracană - Gilberto, Moreno |

##### Tabela grupy N
| Poz | Klub                   | Mecze | Zw | Rem | Por | Pkt | BrZd | BrStr |
| --- | ---------------------- | ----- | -- | --- | --- | --- | ---- | ----- |
| 1   | Coritiba FBC           | 6     | 3  | 1   | 2   | 7   | 8    | 8     |
| 2   | America FC             | 6     | 3  | 1   | 2   | 7   | 11   | 7     |
| 3   | Operário Várzea Grande | 6     | 2  | 1   | 3   | 5   | 6    | 10    |
| 4   | Botafogo FR            | 6     | 1  | 3   | 2   | 5   | 6    | 6     |

#### Grupa O

##### Kolejka 1
| Data          | Mecz                                                    |
| ------------- | ------------------------------------------------------- |
| 11 marca 1984 | Santa Cruz FC – Treze FC 1:1 Iva - Jangada              |
| 11 marca 1984 | Corinthians Paulista – Náutico 4:0 Ataliba (3), Eduardo |

##### Kolejka 2
| Data          | Mecz                                                      |
| ------------- | --------------------------------------------------------- |
| 14 marca 1984 | Santa Cruz FC – Corinthians Paulista 1:1 Iva - Casagrande |
| 14 marca 1984 | Treze FC – Náutico 0:1 Manguinha                          |

##### Kolejka 3
| Data          | Mecz                                               |
| ------------- | -------------------------------------------------- |
| 18 marca 1984 | Treze FC – Corinthians Paulista 0:0                |
| 18 marca 1984 | Náutico – Santa Cruz FC 1:1 Baiano - Marco Antônio |

##### Kolejka 4
| Data          | Mecz                                             |
| ------------- | ------------------------------------------------ |
| 21 marca 1984 | Corinthians Paulista – Santa Cruz FC 1:0 Ataliba |
| 21 marca 1984 | Náutico – Treze FC 1:0 Ferreira                  |

##### Kolejka 5
| Data          | Mecz                                                 |
| ------------- | ---------------------------------------------------- |
| 24 marca 1984 | Corinthians Paulista – Treze FC 1:1 Biro-Biro - Puma |
| 25 marca 1984 | Santa Cruz FC – Náutico 2:0 Henágio, Jarbas          |

##### Kolejka 6
| Data            | Mecz                                                                                     |
| --------------- | ---------------------------------------------------------------------------------------- |
| 1 kwietnia 1984 | Náutico – Corinthians Paulista 5:1 Mirandinha (2), Hęider, Newmar, Paulinho - Casagrande |
| 1 kwietnia 1984 | Treze FC – Santa Cruz FC 0:1 Eraldo                                                      |

##### Tabela grupy O
W przypadku równej liczby punktów najpierw decydowała liczba zwycięstw, następnie bilans bezpośrednich spotkań, a na końcu bilans bramkowy.
| Poz | Klub                 | Mecze | Zw | Rem | Por | Pkt | BrZd | BrStr |
| --- | -------------------- | ----- | -- | --- | --- | --- | ---- | ----- |
| 1   | Náutico              | 6     | 3  | 1   | 2   | 7   | 8    | 8     |
| 2   | Corinthians Paulista | 6     | 2  | 3   | 1   | 7   | 8    | 7     |
| 3   | Santa Cruz FC        | 6     | 2  | 3   | 1   | 7   | 6    | 4     |
| 4   | Treze FC             | 6     | 0  | 3   | 3   | 3   | 2    | 5     |

### Trzeci etap
Do trzeciego etapu zakwalifikował się klub Uberlândia, który zdobył puchar federacji brazylijskiej (Taça CBF) dzięki zwycięstwu w rozgrywkach drugiej ligi brazylijskiej (Campeonato Brasileiro Série B).

#### Grupa P

##### Kolejka 1
| Data            | Mecz                                                    |
| --------------- | ------------------------------------------------------- |
| 7 kwietnia 1984 | Fluminense FC – Santo André 1:0 Wilsinho                |
| 8 kwietnia 1984 | Operário FC – Portuguesa São Paulo 1:1 Nenę - Heriberto |

##### Kolejka 2
| Data             | Mecz                                                            |
| ---------------- | --------------------------------------------------------------- |
| 11 kwietnia 1984 | Portuguesa São Paulo – Santo André 1:1 Mendonça - Marco Antônio |
| 11 kwietnia 1984 | Operário FC – Fluminense FC 0:0                                 |

##### Kolejka 3
| Data             | Mecz                                           |
| ---------------- | ---------------------------------------------- |
| 15 kwietnia 1984 | Portuguesa São Paulo – Fluminense FC 0:1 Delei |
| 15 kwietnia 1984 | Santo André – Operário FC 1:1 Rota - Lima      |

##### Kolejka 4
| Data             | Mecz                                      |
| ---------------- | ----------------------------------------- |
| 18 kwietnia 1984 | Santo André – Portuguesa São Paulo 0:0    |
| 18 kwietnia 1984 | Fluminense FC – Operário FC 2:0 Assis (2) |

##### Kolejka 5
| Data             | Mecz                                                                                        |
| ---------------- | ------------------------------------------------------------------------------------------- |
| 21 kwietnia 1984 | Fluminense FC – Portuguesa São Paulo 4:2 Romerito (2), Tato, Wilsinho - Mendonça, Heriberto |
| 22 kwietnia 1984 | Operário FC – Santo André 1:0 Biro-Biro                                                     |

##### Kolejka 6
| Data             | Mecz                                                                                    |
| ---------------- | --------------------------------------------------------------------------------------- |
| 25 kwietnia 1984 | Portuguesa São Paulo – Operário FC 3:2 Gérson Sodré (2), Roberto César - Vandinho, Lima |
| 25 kwietnia 1984 | Santo André – Fluminense FC 1:1 Esquerdinha - Delei                                     |

##### Tabela grupy P
| Poz | Klub                 | Mecze | Zw | Rem | Por | Pkt | BrZd | BrStr |
| --- | -------------------- | ----- | -- | --- | --- | --- | ---- | ----- |
| 1   | Fluminense FC        | 6     | 4  | 2   | 0   | 10  | 9    | 3     |
| 2   | Portuguesa São Paulo | 6     | 1  | 3   | 2   | 5   | 7    | 9     |
| 3   | Operário FC          | 6     | 1  | 3   | 2   | 5   | 5    | 7     |
| 4   | Santo André          | 6     | 0  | 4   | 2   | 4   | 3    | 5     |

#### Grupa Q

##### Kolejka 1
| Data            | Mecz                                         |
| --------------- | -------------------------------------------- |
| 8 kwietnia 1984 | Fortaleza – Coritiba FBC 1:1 Evilásio - Lela |
| 8 kwietnia 1984 | Uberlândia – CR Vasco da Gama 0:0            |

##### Kolejka 2
| Data             | Mecz                                                 |
| ---------------- | ---------------------------------------------------- |
| 11 kwietnia 1984 | Uberlândia – Fortaleza 1:0 Geraldo Touro             |
| 11 kwietnia 1984 | CR Vasco da Gama – Coritiba FBC 1:0 Roberto Dinamite |

##### Kolejka 3
| Data             | Mecz                                                                 |
| ---------------- | -------------------------------------------------------------------- |
| 15 kwietnia 1984 | Coritiba FBC – Uberlândia 1:0 André                                  |
| 15 kwietnia 1984 | CR Vasco da Gama – Fortaleza 2:0 Roberto Dinamite, Marquinho Carioca |

##### Kolejka 4
| Data             | Mecz                                         |
| ---------------- | -------------------------------------------- |
| 18 kwietnia 1984 | Coritiba FBC – CR Vasco da Gama 0:0          |
| 18 kwietnia 1984 | Fortaleza – Uberlândia 0:2 Geraldo Touro (2) |

##### Kolejka 5
| Data             | Mecz                                                                           |
| ---------------- | ------------------------------------------------------------------------------ |
| 22 kwietnia 1984 | Fortaleza – CR Vasco da Gama 1:5 Tangerina - Arthurzinho (4), Roberto Dinamite |
| 22 kwietnia 1984 | Uberlândia – Coritiba FBC 1:1 Vivinho - Lela                                   |

##### Kolejka 6
| Data             | Mecz                                                           |
| ---------------- | -------------------------------------------------------------- |
| 25 kwietnia 1984 | CR Vasco da Gama – Uberlândia 1:0 Roberto Dinamite             |
| 25 kwietnia 1984 | Coritiba FBC – Fortaleza 2:1 Carlinhos Maracană, Lela - Vavá s |

##### Tabela grupy Q
| Poz | Klub             | Mecze | Zw | Rem | Por | Pkt | BrZd | BrStr |
| --- | ---------------- | ----- | -- | --- | --- | --- | ---- | ----- |
| 1   | CR Vasco da Gama | 6     | 4  | 2   | 0   | 10  | 9    | 1     |
| 2   | Coritiba FBC     | 6     | 2  | 3   | 1   | 7   | 5    | 4     |
| 3   | Uberlândia       | 6     | 2  | 2   | 2   | 6   | 4    | 3     |
| 4   | Fortaleza        | 6     | 0  | 1   | 5   | 1   | 3    | 13    |

#### Grupa R

##### Kolejka 1
| Data            | Mecz                                                                               |
| --------------- | ---------------------------------------------------------------------------------- |
| 8 kwietnia 1984 | CR Flamengo – America FC 3:0 Edmar, Adílio, Bebeto                                 |
| 9 kwietnia 1984 | Santos FC – Náutico 4:2 Serginho (2), Gersinho, Paulo Isidoro - Mirandinha, Baiano |

##### Kolejka 2
| Data             | Mecz                                           |
| ---------------- | ---------------------------------------------- |
| 12 kwietnia 1984 | America FC – Santos FC 1:1 Luisinho - Gersinho |
| 12 kwietnia 1984 | CR Flamengo – Náutico 2:0 Edmar, Tita          |

##### Kolejka 3
| Data             | Mecz                                                             |
| ---------------- | ---------------------------------------------------------------- |
| 15 kwietnia 1984 | Santos FC – CR Flamengo 0:1 Tita                                 |
| 15 kwietnia 1984 | Náutico – America FC 3:1 Baiano, Édson Gaúcho, Hęider - Luisinho |

##### Kolejka 4
| Data             | Mecz                             |
| ---------------- | -------------------------------- |
| 18 kwietnia 1984 | America FC – CR Flamengo 0:0     |
| 18 kwietnia 1984 | Náutico – Santos FC 1:0 Paulinho |

##### Kolejka 5
| Data             | Mecz                                                           |
| ---------------- | -------------------------------------------------------------- |
| 22 kwietnia 1984 | CR Flamengo – Santos FC 2:2 Mozer, Bebeto - Paulo Róbson, Lino |
| 22 kwietnia 1984 | America FC – Náutico 1:1 Luisinho - Sinvaldo                   |

##### Kolejka 6
| Data             | Mecz                                                    |
| ---------------- | ------------------------------------------------------- |
| 25 kwietnia 1984 | Santos FC – America FC 1:0 Lino                         |
| 25 kwietnia 1984 | Náutico – CR Flamengo 2:1 Gérson, Édson Gaúcho - Bebeto |

##### Tabela grupy R
| Poz | Klub        | Mecze | Zw | Rem | Por | Pkt | BrZd | BrStr |
| --- | ----------- | ----- | -- | --- | --- | --- | ---- | ----- |
| 1   | CR Flamengo | 6     | 3  | 2   | 1   | 8   | 9    | 4     |
| 2   | Náutico     | 6     | 3  | 1   | 2   | 7   | 9    | 9     |
| 3   | Santos FC   | 6     | 2  | 2   | 2   | 6   | 8    | 7     |
| 4   | America FC  | 6     | 0  | 3   | 3   | 3   | 3    | 9     |

#### Grupa S

##### Kolejka 1
| Data            | Mecz                                                                 |
| --------------- | -------------------------------------------------------------------- |
| 8 kwietnia 1984 | Athletico Paranaense – Corinthians Paulista 1:1 Amauri - Édson Boaro |
| 8 kwietnia 1984 | Goiás EC – Grêmio Porto Alegre 1:1 Carlos Magno - De León            |

##### Kolejka 2
| Data             | Mecz                                                                          |
| ---------------- | ----------------------------------------------------------------------------- |
| 11 kwietnia 1984 | Grêmio Porto Alegre – Corinthians Paulista 2:1 Renato Gaúcho, Tarciso - Dicăo |
| 11 kwietnia 1984 | Goiás EC – Athletico Paranaense 0:0                                           |

##### Kolejka 3
| Data             | Mecz                                                             |
| ---------------- | ---------------------------------------------------------------- |
| 14 kwietnia 1984 | Corinthians Paulista – Goiás EC 5:0 Sócrates (4), Casagrande     |
| 15 kwietnia 1984 | Grêmio Porto Alegre – Athletico Paranaense 1:1 Tarciso - Augusto |

##### Kolejka 4
| Data             | Mecz                                                           |
| ---------------- | -------------------------------------------------------------- |
| 18 kwietnia 1984 | Corinthians Paulista – Grêmio Porto Alegre 0:0                 |
| 19 kwietnia 1984 | Athletico Paranaense – Goiás EC 2:1 Renato Sá, Nivaldo - Cacau |

##### Kolejka 5
| Data             | Mecz                                                                                      |
| ---------------- | ----------------------------------------------------------------------------------------- |
| 22 kwietnia 1984 | Athletico Paranaense – Grêmio Porto Alegre 1:4 Augusto - Renato Gaúcho (2), Osvaldo, Caio |
| 22 kwietnia 1984 | Goiás EC – Corinthians Paulista 0:1 Sócrates                                              |

##### Kolejka 6
| Data             | Mecz                                                           |
| ---------------- | -------------------------------------------------------------- |
| 25 kwietnia 1984 | Grêmio Porto Alegre – Goiás EC 2:0 China, Caio                 |
| 25 kwietnia 1984 | Corinthians Paulista – Athletico Paranaense 2:0 Casagrande (2) |

##### Tabela grupy S
| Poz | Klub                 | Mecze | Zw | Rem | Por | Pkt | BrZd | BrStr |
| --- | -------------------- | ----- | -- | --- | --- | --- | ---- | ----- |
| 1   | Grêmio Porto Alegre  | 6     | 3  | 3   | 0   | 9   | 10   | 4     |
| 2   | Corinthians Paulista | 6     | 3  | 2   | 1   | 8   | 10   | 3     |
| 3   | Athletico Paranaense | 6     | 1  | 3   | 2   | 5   | 5    | 9     |
| 4   | Goiás EC             | 6     | 0  | 2   | 4   | 2   | 2    | 11    |

### 1/4 finału
| Coritiba FBC – Fluminense FC 2:2 i 0:5 1 29.04 1984 Vavá, Lela - Washington, Romerito 2 06.05 1984 Washington (2), Assis, Renę, Romerito                                                                         |
| CR Flamengo – Corinthians Paulista 2:0 i 1:4 1 29.04 1984 Élder, Bebeto 2 06.05 1984 Paulinho s - Biro-Biro, Wladimir, Édson Boaro, Ataliba                                                                      |
| Portuguesa São Paulo – CR Vasco da Gama 2:5 i 3:4 1 01.05 1984 Gérson Sodré, Mendonça - Arthurzinho (2), Roberto Dinamite (2), Mário 2 05.05 1984 Pires s, Toquinho, Ramirez - Roberto Dinamite (3), Arthurzinho |
| Náutico – Grêmio Porto Alegre 2:3 i 1:3 1 01.05 1984 Édson Gaúcho, Baiano - Caio, Tarciso, César 2 06.05 1984 Mirandinha - Édson Gaúcho s, Osvaldo, Tarciso                                                      |

### 1/2 finału
| Grêmio Porto Alegre – CR Vasco da Gama 1:0 i 0:3 1 12.05 1984 Tarciso 2 19.05 1984 Roberto Dinamite (2), Marquinho Carioca |
| Corinthians Paulista – Fluminense FC 0:2 i 0:0 1 13.05 1984 Assis, Tato 2 20.05 1984                                       |

### Finał
| CR Vasco da Gama – Fluminense FC 0:1 i 0:0 |
| 24 maja 1984 Rio de Janeiro Maracanã (63 156) CR Vasco da Gama – Fluminense FC 0:1 (0:0) Sędzia: Luís Carlos Félix Bramki: 0:1 Romerito 23 Club de Regatas Vasco da Gama (trener Edu Antunes Coimbra): Roberto Costa - Edevaldo, Ivan, Daniel González, Aírton, Pires, Arturzinho, Mário (Geovani), Mauricinho (Jussiê), Roberto Dinamite, Marquinho Fluminense Football Club (trener Carlos Alberto Parreira.): Paulo Víctor - Aldo, Duílio, Ricardo Gomes, Renato, Jandir, Delei (Renê), Assis, Romerito, Washington (Wilsinho), Tato |
| 28 maja 1984 Rio de Janeiro Maracanã (128 781) Fluminense FC – CR Vasco da Gama 0:0 Sędzia: Romualdo Arppi Filho Fluminense Football Club (trener Carlos Alberto Parreira.): Paulo Víctor - Aldo, Duílio, Ricardo Gomes, Branco, Jandir, Delei, Assis, Romerito, Washington, Tato Club de Regatas Vasco da Gama (trener Edu Antunes Coimbra): Roberto Costa - Edevaldo, Ivan, Daniel González, Aírton, Pires, Arturzinho, Mário, Jussiê (Marcelo), Roberto Dinamite, Marquinho                                                          |

Mistrzem Brazylii w 1984 roku został klub Fluminense FC, a wicemistrzem Brazylii – CR Vasco da Gama.

## Końcowa klasyfikacja sezonu 1984
W klasyfikacji nie uwzględniono wyników baraży kończących pierwszy etap mistrzostw.
| Poz | Klub                    | Mecze | Zw | Rem | Por | Pkt | BrZd | BrStr |
| --- | ----------------------- | ----- | -- | --- | --- | --- | ---- | ----- |
| 1   | Fluminense FC           | 26    | 15 | 9   | 2   | 39  | 37   | 13    |
| 2   | CR Vasco da Gama        | 26    | 14 | 5   | 7   | 33  | 51   | 20    |
| 3   | Grêmio Porto Alegre     | 24    | 14 | 6   | 4   | 34  | 39   | 19    |
| 4   | Corinthians Paulista    | 24    | 9  | 10  | 5   | 28  | 31   | 19    |
| 5   | CR Flamengo             | 22    | 11 | 7   | 4   | 29  | 32   | 20    |
| 6   | Náutico                 | 22    | 10 | 4   | 8   | 24  | 30   | 31    |
| 7   | Portuguesa São Paulo    | 22    | 7  | 9   | 6   | 23  | 29   | 24    |
| 8   | Coritiba FBC            | 22    | 7  | 5   | 10  | 21  | 26   | 36    |
| 9   | Santos FC               | 20    | 11 | 6   | 3   | 28  | 39   | 16    |
| 10  | Santo André             | 20    | 8  | 7   | 5   | 23  | 25   | 19    |
| 11  | Athletico Paranaense    | 20    | 7  | 7   | 6   | 21  | 24   | 21    |
| 12  | America FC              | 20    | 7  | 7   | 6   | 21  | 25   | 23    |
| 13  | Operário FC             | 20    | 7  | 7   | 6   | 21  | 25   | 23    |
| 14  | Goiás EC                | 20    | 6  | 5   | 9   | 17  | 24   | 30    |
| 15  | Fortaleza               | 20    | 5  | 6   | 9   | 16  | 17   | 32    |
| 16  | Uberlândia              | 6     | 2  | 2   | 2   | 6   | 4    | 3     |
| 17  | São Paulo               | 14    | 6  | 6   | 2   | 18  | 23   | 14    |
| 18  | Santa Cruz FC           | 14    | 6  | 6   | 2   | 18  | 17   | 10    |
| 19  | Atlético Mineiro        | 14    | 7  | 3   | 4   | 17  | 24   | 12    |
| 20  | SE Palmeiras            | 14    | 6  | 5   | 3   | 17  | 30   | 16    |
| 21  | Botafogo FR             | 14    | 4  | 6   | 4   | 14  | 13   | 11    |
| 22  | SC Internacional        | 14    | 3  | 8   | 3   | 14  | 17   | 10    |
| 23  | Brasil Pelotas          | 14    | 4  | 5   | 5   | 13  | 11   | 18    |
| 24  | Operário Várzea Grande  | 14    | 4  | 4   | 6   | 12  | 16   | 21    |
| 25  | Joinville               | 14    | 4  | 4   | 6   | 12  | 10   | 18    |
| 26  | EC Bahia                | 14    | 3  | 5   | 6   | 11  | 12   | 21    |
| 27  | Clube de Regatas Brasil | 14    | 3  | 5   | 6   | 11  | 6    | 19    |
| 28  | ABC FC                  | 14    | 4  | 2   | 8   | 10  | 14   | 24    |
| 29  | Treze FC                | 14    | 2  | 5   | 7   | 9   | 9    | 16    |
| 30  | Tuna Luso Brasileira    | 8     | 2  | 4   | 2   | 8   | 6    | 15    |
| 31  | Auto Esporte Teresina   | 8     | 3  | 0   | 5   | 6   | 10   | 17    |
| 32  | Rio Branco AC           | 8     | 3  | 0   | 5   | 6   | 10   | 17    |
| 33  | Cruzeiro EC             | 8     | 2  | 2   | 4   | 6   | 16   | 13    |
| 34  | Bangu AC                | 8     | 1  | 4   | 3   | 6   | 4    | 7     |
| 35  | AA Anapolina            | 8     | 1  | 4   | 3   | 6   | 3    | 13    |
| 36  | Moto Club de São Luís   | 8     | 1  | 2   | 5   | 4   | 7    | 14    |
| 37  | Ferroviário AC          | 8     | 1  | 2   | 5   | 4   | 2    | 16    |
| 38  | Nacional FC             | 8     | 0  | 4   | 4   | 4   | 5    | 11    |
| 39  | AD Confiança            | 8     | 1  | 0   | 7   | 2   | 5    | 14    |
| 40  | Catuense Futebol        | 8     | 0  | 2   | 6   | 2   | 4    | 16    |
| 41  | Brasília                | 8     | 0  | 0   | 8   | 0   | 4    | 24    |